# Stab (Militär)
In einem militärischen Stab sind in Deutschland die Unterstützungselemente des militärischen Führers (z. B. Kommandeur, Kommandierender General, Befehlshaber) zur Führung von unterstellten Verbänden, Großverbänden oder sonstigen militärischen Dienststellen zusammengefasst.:Nr. 212 Der Stab unterstützt den militärischen Führer bei allen Aufgaben der Truppenführung.

## Allgemeines
Ein Stab ist in der Bundeswehr ab der Gliederungsebene Verband (Bataillon oder Regiment) und höher eingerichtet. Ein Chef des Stabes (ChdSt, informelle Kurzform: CdS) – englisch Chief of Staff (CoS) – koordiniert die Arbeit in Stäben von der Brigadeebene an aufwärts.:Nr. 232 An Ausbildungseinrichtungen wird diese Funktion durch einen Leiter Stab (LtrStab) übernommen. 
Generalstab bezeichnet in vielen Streitkräften die höchste militärische Kommandobehörde.

## Stabsarbeit
Militärische Stabsarbeit ist Führungstätigkeit, um den militärischen Führer zu beraten und im jeweiligen Fachgebiet zu unterstützen. Die Grundlagen für den Arbeitsablauf werden durch eine Geschäfts- oder Stabsdienstordnung festgelegt. Die Arbeit des Stabes wird durch den Chef des Stabes bzw. auf Bataillonsebene den stellvertretenden Kommandeur koordiniert. Der militärische Führer gibt dem Stab Aufträge. Dieser arbeitet Möglichkeiten des Handelns aus, auf deren Basis der militärische Führer Entschlüsse fasst.
Die Arbeit des Stabes richtet sich nach dem militärischen Führungsprozess. Dieser ist ein auf allen militärischen Führungsebenen ständig ablaufender, strukturierter Denk- und Handlungsprozess. Er besteht aus den Phasen Lagefeststellung, Planung, Befehlsgebung und Kontrolle. Zentrale Prozesse zur Information und Entscheidungsfindung innerhalb des Stabes sind „Lagevorträge zur Entscheidung“ (LVE) und „Lagevorträge zur Unterrichtung“ (LVU). Mit diesen informieren die Angehörigen des Stabes den militärischen Führer oder tragen ihm Möglichkeiten des Handels vor und wägen diese ab. Die Grundlage für die Arbeit in Stäben der NATO ist der NATO-Führungsprozesses (Comprehensive Operations Planning Directive – COPD).
Die sich auf die Truppenführung beziehende Stabsarbeit richtet sich nach der Regelungsreihe Truppenführung, an deren Spitze die Vorschrift C1-160/0-1001 „Truppenführung“ (ehemals HDv 100/100) steht.

## Organisation

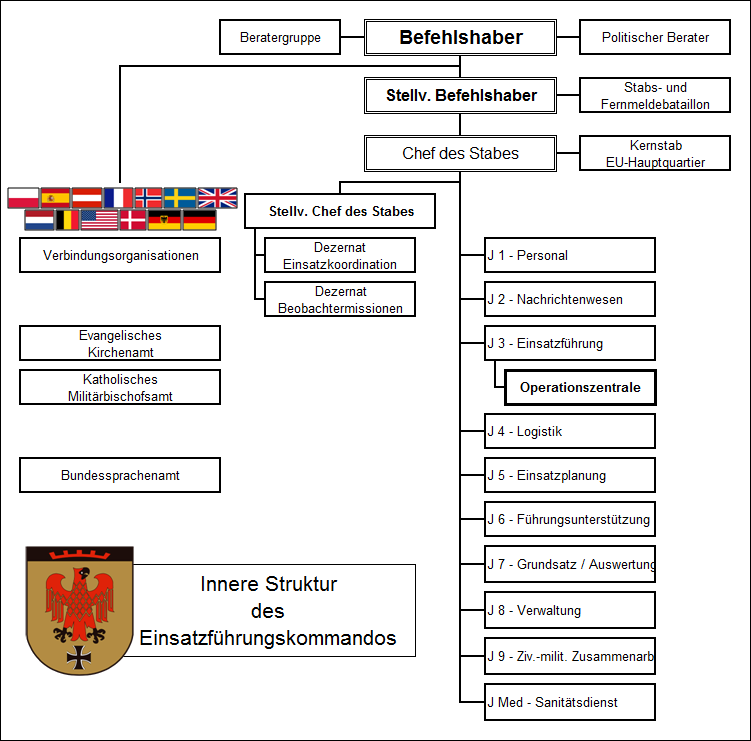
Organisation des Einsatzführungskommandos der Bundeswehr (2007)

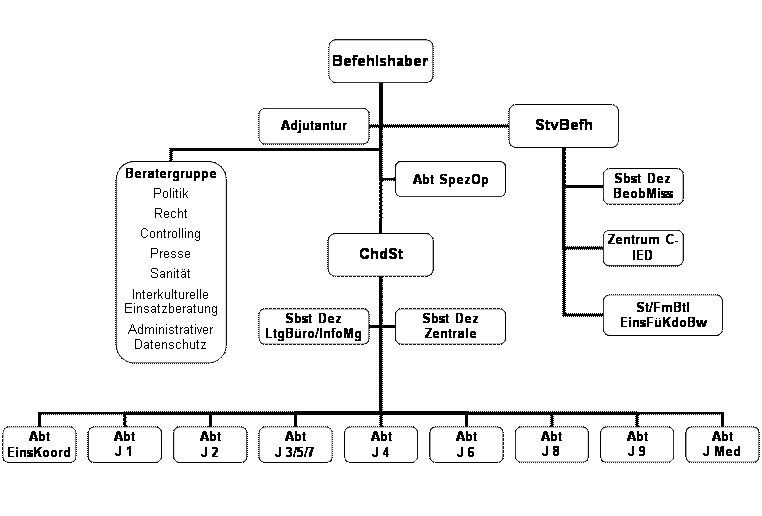
Organisation des Einsatzführungskommandos der Bundeswehr (2012)

Um den militärischen Führer bei seinen Aufgaben zu unterstützen, werden die dazu notwendigen Teilaufgaben auf verschiedene Abteilungen innerhalb des Stabes aufgeteilt. Hierzu gibt es unterschiedliche Ansätze wie das Continental Staff System.
Die Abteilungen des Stabes werden grundsätzlich mit einem Buchstaben und einer Ziffer abgekürzt, z. B. „S3“. Die Ziffer bezeichnet in der Bundeswehr Führungsgrundgebiet (FGG; 1–6) bzw. auf NATO-Ebene die „Staff Function“ (1–9 und ggf. „Med“), welches die Abteilung bearbeitet.
Als Buchstaben erhalten Abteilungen, deren Abteilungsleiter-Dienstposten nicht als Dienstposten für Offiziere im Generalstabsdienst gekennzeichnet ist, ein „S“. Dies ist überwiegend bis zur Regiments-/Geschwader-Ebene sowie in den Führungsgrundgebieten 1, 2 und 6 auf Brigadeebene der Fall. Sie werden „Stabsabteilungen“ genannt.
Abteilungen des Heeres und der Luftwaffe, deren Abteilungsleiter-Dienstposten als Dienstposten für Offiziere im Generalstabsdienst (i. G.) gekennzeichnet ist, haben ein „G“ für „Generalstabsabteilung“. Entsprechende Abteilungen Marine (ab Flottillenebene) tragen den Buchstaben „A“ für „Admiralstabsabteilung“. Abteilungen in streitkräftegemeinsamen Stäben (grundsätzlich ab der operativen Ebene aufwärts) werden in der Bundeswehr und der NATO als „Joint Staff Department“ („J“) bezeichnet.
In der Ansprache werden die Abteilungen grundsätzlich z. B. als S1-Abteilung, G2-Abteilung, A3-Abteilung usw. bezeichnet, die Joint Staff Departments z. B. als „J-1“.
Größere Abteilungen können in Gruppen, Dezernate (bei den Kommandos der Teilstreitkräfte: Referate), Sachgebiete oder Zellen unterteilt sein. Im Einsatz bilden sie Zentralen und Zellen.
Abteilungen und Zellen innerhalb von Stäben werden in der Regel von Leitern geführt (z. B. Abteilungsleiter).:Nr. 231 Die Leiter der Abteilungen werden als (der) „S1“ usw. bezeichnet. Historisch war der Begriff Stabsabteilungsleiter (StAL) in der Bundeswehr den Abteilungsleitern der Führungsstäbe im Bundesministerium der Verteidigung vorbehalten (Führungsstab der Streitkräfte (vormals der Bundeswehr), des Heeres, der Luftwaffe, der Marine und des Sanitätsdienstes), die bis 2012 bestanden. Die Offiziere und Unteroffiziere mit Portepee des Stabes werden je nach Dienstgradgruppe, Abteilung und Kodierung des Dienstpostens als Generalstabsdienstsdienstposten in ihrer Dienstpostenbeschreibung z. B. als S1-Offz, S2-StOffz, G3-StOffz, A4-StOffz und S6-Fw bezeichnet.

### Führungsgrundgebiete
Die Führungsgrundgebiete, nach denen sich die Zuständigkeit und der Zuschnitt der Abteilungen eines Stabes in der Bundeswehr grundsätzlich ergibt, sind::Nr. 212
- FGG 1 – Personalwesen und -ersatz, Innere Führung, Informations-, Presse- und Öffentlichkeitsarbeit, Nachwuchsgewinnung
- FGG 2 – Militärisches Nachrichtenwesen, Militärische Sicherheit, Geoinformationswesen
- FGG 3 – Führung, Planung, Ausbildung, Organisation
- FGG 4 – Logistik, ggf. inkl. Zelle Sanität (Leitender Sanitätsoffizier – LSO)
- FGG 5 – Zivil-militärische Zusammenarbeit (grundsätzlich nur im Verteidigungsfall oder in höheren Kommandobehörden)
- FGG 6 – Führungsunterstützung
- Abteilung Verwaltung (ggf.; Kommandobehörden)

### (Joint) Staff Functions
Stäbe in Streitkräften anderer Staaten sowie (streitkräftegemeinsame) Stäbe der NATO und der Bundeswehr (z. B. EinsFüKdoBw) sind nach (Joint) Staff Functions gegliedert:
- J-1 Personal und Verwaltung (englisch Personnel and administration)
- J-2 Militärisches Nachrichtenwesen (englisch Intelligence)
- J-3 Führung laufender Operationen (englisch Operations)
- J-4 Logistik (englisch Logistics)
- J-5 Planung von Operationen (englisch Plans)
- J-6 Führungsunterstützung (englisch Communication and information systems)
- J-7 Ausbildung (englisch Training)
- J-8 Haushalt und Finanzen (englisch Budget and Finance)
- J-9 Zivil-militärische Zusammenarbeit (englisch Civil-military Operations)

Daneben kann es Berater für politische (englisch Political Advisor; POLAD), rechtliche (englisch Legal Advisor; LEGAD), kulturelle (englisch Cultural Advisor) und Gender-Angelegenheiten (englisch Gender Advisor) geben sowie für den Einsatz von Spezialkräften (englisch Special operations advisor) geben.

## Bataillonsstab
Auf Bataillonsebene bestehen in der Regel die Abteilungen 1, 2, 3, 4 und 6. Der Bataillonskommandeur ist unmittelbarer Vorgesetzter aller Soldaten des Stabes (§ 1 Abs. 1 VorgV). Er ist Disziplinarvorgesetzter der Stufe 1 der Offiziere des Stabes und beurteilt diese. Ab Brigadeebene aufwärts ist dies der Chef des Stabes.

### Abteilung S 1
Die Abteilung S 1 auf Bataillonsebene ist zuständig für die Personalgewinnung, -führung und Reservistenangelegenheiten des Bataillons und unterstützt den Kommandeur in allen Belangen der Inneren Führung. Der Abteilungsleiter S 1 (AbtLtr S 1) ist der Personaloffizier (PersOffz), der grundsätzlich ein Offizier des militärfachlichen Dienstes ist.

### Abteilung S 2
Die Abteilung S 2 auf Bataillonsebene nimmt die Aufgabe des Militärischen Nachrichtenwesens (MilNW) wahr. Sie wird grundsätzlich von einem Offizier des Truppendienstes der Truppengattung entsprechend dem Bataillon im Dienstgrad Oberleutnant oder Hauptmann geführt (MilNW Offz, AbtLtr S 2). Er ist Sicherheitsbeauftragter des Bataillons. Daneben besteht sie meist aus einem Unteroffizier mit Portepee und einem Mannschaftsdienstgrad.
Zum Aufgabenbereich Militärisches Nachrichtenwesen im Teilbereich Nachrichtenmanagement gehört die Bewertung der Lage gegnerischer Kräfte bei Übungen und im Einsatz als wesentlicher Beitrag für den Einsatz der Kräfte des Bataillons. Zu den Aufgaben des Teilbereichs Militärische Sicherheit (MilSichh) gehören Grundsatzangelegenheiten, personelle Absicherung (u. a. Einleitung und Überwachung von Sicherheitsüberprüfungen), materielle Absicherung (z. B. bauliche und technische Absicherung der Kaserne), organisatorische Absicherung (beispielsweise Überwachung von Schlüsselordnungen), Bewertung der Lage gegnerischer Kräfte bei Übungen und im Einsatz als wesentlicher Beitrag für den Einsatz der Kräfte des Bataillons.

### Abteilung S 3
Die Abteilung S 3 ist die größte Abteilung in einem Bataillonsstab und wird grundsätzlich von einem Offizier des Truppendienstes der Truppengattung entsprechend dem Bataillon im Dienstgrad Major oder Oberstleutnant geführt (AbtLtr S 3). Dieser nimmt meist die Funktion eines Chef des Stabes wahr. Neben dem Leiter besteht die Abteilung aus mehreren Offizieren, Portepee-Unteroffizieren und Mannschaften.
Die Abteilung S 3 ist im Grundbetrieb für Ausbildungsvorhaben und Einsatzplanung verantwortlich. Bei Übungen beziehungsweise Einsätzen unterstützt sie den Bataillonskommandeur bei der Planung von Ausbildungsvorhaben sowie Operationen und Führung der eigenen Kräfte. Die Abteilung bildet außerdem den Kern der Operationszentrale des Gefechtsstands des Bataillons. Hier laufen die Meldungen der Kompanien und anderer unterstellter Elemente zusammen und werden auf den Lagekarten zusammengefasst und ausgewertet. Das daraus resultierende Lagebild dient dem Bataillonskommandeur als wesentliche Grundlage für die Führung und Entschlussfassung.

### Abteilung S 4
Die Abt S 4 wird von einem Stabsoffizier der Logistiktruppe geleitet (AbtLtr S 4). Dieser ist der Truppenversorgungsstabsoffizier (TrVersStOffz) des Bataillons. Daneben besteht sie aus mindestens einem weiteren Offizier, dem Technischen Offizier (TechnOffz), dem Truppenversorgungsbearbeiter, Materialdispositions- und -bewirtschaftsfeldwebeln, Unteroffizieren ohne Portepee und Mannschaften.
Die Abteilung ist verantwortlich für die materielle Einsatzbereitschaft und Versorgung des Verbandes und berät den Kommandeur bei logistischen Führungsentscheidungen des Bataillons. In ihr laufen sämtliche Vorgänge der Materialbewirtschaftung und -erhaltung zusammen, welche für die Beurteilung der logistischen Einsatzbereitschaft benötigt werden. Sie arbeitet eng mit den Instandsetzungs- und Versorgungskräften sowie der Materialgruppe der Versorgungs- und Unterstützungskompanie zusammen.

### Abteilung S 6
Die Abteilung S 6 ist für die Führungsunterstützung, das Fernmeldewesen und Informationstechnik (IT) zuständig. Die Abteilung wird von einem Offizier des militärfachlichen Dienstes geführt (IT-Offz, AbtLtr S 6). Dieser ist auf Übungen und im Einsatz grundsätzlich Kommandant des Gefechtsstandes.
Die Abteilung S 6 stellt die Führungsfähigkeit des Kommandeurs in allen Bereichen sicher und sorgt für die Kommunikationsanbindung des Bataillons zur nächsthöheren Führungsebene. Sie ist verantwortlich für die Planung, Koordinierung, Einsatz und Betrieb von IT-Gerät, Telekommunikationsmittel, Funk und Satellitenverbindungen des Verbandes, sowohl im Friedensbetrieb als auch bei Übungen und im Einsatz. Oft wird in der Abteilung auch die Funktion der Poststelle wahrgenommen.

## Stabszugführer
Der Stabszugführer (StZgFhr) ist Vorgesetzter mit besonderem Aufgabenbereich gegenüber den Unteroffizieren und Mannschaften des Stabszuges und des Bataillonstabs. Er hat im Dienst die Befugnis, diesen Soldaten Befehle zu erteilen, die zur Erfüllung seiner Aufgaben notwendig sind. Wenn sich dies aus seinem Aufgabenbereich ergibt, hat er Befehlsbefugnis auch gegenüber Soldaten, die sich nicht im Dienst befinden (§ 3 VorgV). Der Stabszugführer ist der Disziplinarvorgesetzte der Unteroffiziere und Mannschaften des Stabes und hat die Beurteilungsbefugnis für diese. In der Regel ist er zudem für die Organisation der allgemein-militärischen Ausbildung zuständig, z. B. das Ablegen der Individuellen Grundfertigkeiten (Schießen, Sanitätsausbildung, ABC-Schutzmaßnahmen, Kleiderschwimmen, Basic Fitness Test, Marsch zu Fuß mit Gepäck) und die allgemeine Sportausbildung.
Unter anderen in Ämtern und Kommandos nimmt der „Kommandant Stabsquartier“ (Kdt StQ) die Aufgaben eines Stabszugführers wahr.

## Vorgesetztenverhältnisse
In den Stäben steht die Befugnis, im Dienst Befehle zu erteilen, zu
1. den Offizieren gegenüber allen Unteroffizieren und Mannschaften,
2. den Unteroffizieren vom Feldwebel an aufwärts gegenüber allen Stabsunteroffizieren, Unteroffizieren und Mannschaften,
3. den Stabsunteroffizieren und den Unteroffizieren gegenüber allen Mannschaften.

Jedoch kann der Kommandeur die Befehlsbefugnis auf Untergliederungen des Stabes beschränken. (§ 4 Abs. 1 i. V. m. Abs. 3 VorgV)

## Geschichte
Das Wort Stab, im Sinne eines Kennzeichens der Befehlsgewalt, wird ab dem 17. Jahrhundert  auf die „Gesamtheit der höheren Offiziere eines Heeres“ übertragen. Der deutsche Begriff wird zu Beginn des 18. Jahrhunderts auch als Englisch staff entlehnt, ebenfalls auf das 18. Jahrhundert datiert das russische Lehnwort штаб; das Französische hat den Ausdruck cadre («Rahmen»).
Der Rang des Generalquartiermeisters wurde zu Beginn des 18. Jahrhunderts eingeführt und stellt die direkte historische Vorstufe des Generalstabs dar.
Die formale Organisation von Stabsabteilungen geht auf das mittlere 18. Jahrhundert zurück.
Leopold Joseph von Daun drängte 1758, nach der Niederlage der kaiserlich-königlichen Armee bei Leuthen, auf eine wichtigere Rolle für den Generalquartiermeister.
1769 wurde ein permanenter Stab von 30 Offizieren unter Franz Moritz von Lacy eingerichtet.

### Gliederung der Stäbe der Wehrmacht
Im Heer der Wehrmacht waren die Abteilungen des Stabes mit einer Kombination aus einer römischen Ziffer und einem Kleinbuchstabe bezeichnet.  Der Stab einer Infanterie-Division war z. B. wie folgt gegliedert:
- Ia Erster Generalstabsoffizier (Führung und Ausbildung)
- Ib Quartiermeister (Logistik, Verwundeten- und Versorgungsdienste)
- Ic Dritter Generalstabsoffizier (Feindlage und Abwehr)
- IIa Personalverwaltung – 1. Adjutant (zuständig für die Offiziere)
- IIb Personalverwaltung – 2. Adjutant (zuständig für die Unteroffiziere und Mannschaften)
- III Kriegsgericht/Urkundsbeamter
- IVa Versorgungsoffizier (Beamter)
- IVb Ärzte/Sanitätsdienst
- IVc Veterinär
- IVd Divisionspfarrer